# Tioga Center
Tioga Center is een plaats in New York, Verenigde Staten. Het inwoneraantal was 4.840 bij de volkstelling in 2000. Het dorp ligt in het zuidwesten van de county en ligt tussen de steden Elmira en Binghamton. Tioga ligt in het Southern Tier District van New York.

## Plaatsen in de nabije omgeving
Het onderstaande figuur toont nabijgelegen plaatsen in een straal van 20 km rond Tioga Center.